# ラヴド・ミー・バック・トゥ・ライフ
『ラヴド・ミー・バック・トゥ・ライフ』（英: Loved Me Back to Life）は、カナダ人歌手セリーヌ・ディオンの英語盤スタジオアルバム。2013年11月1日にコロムビア・レコードより発売される。リードトラックでありアルバムのタイトルトラックでもある「ラヴド・ミー・バック・トゥ・ライフ」は、2013年9月3日に先行シングル発売されている。ディオンのスタジオアルバムとしては2007年の『Taking Chances』以降初の英語盤である。

## 概要
2012年6月、ディオンの公式ウェブサイトはこの4月から5月にかけて、2012年秋に発売予定の次回作アルバムに収録する英語・フランス語曲のレコーディング開始を発表した。英語盤アルバムでは書下ろしの新曲に加え、ディオンのラスベガスショー「セリーヌ」で公演された曲のスタジオ版が数曲収録されている。2012年8月、celinedion.comはディオンのラスベガスショーで公演されたジャーニーのカバー曲「オープン・アームズ」が新作英語盤アルバムに収録されることを発表した。そして翌9月には、同じくラスベガスショーの公演曲でありジャック・ブレルのカバーの「行かないで」も英語盤アルバムに収録されることが発表された。しかし結局、「行かないで」はフランス語盤アルバム『サン・アテンドレ』の豪華盤の方に収録され、「オープン・アームズ」は今作英語盤アルバムに収録されたものの、日本盤にのみボーナストラックとしての収録となった。「アンフィニッシュド・ソングズ」のレコーディング風景も、2013年7月にディオンの公式ウェブサイトで公開された。
まず、アンジェリルは『セリーヌ』で公演した6曲のカバーと同数のオリジナル曲を収録する予定であったことを明かした。2013年4月、公式ウェブサイトにベイビーフェイスがプロデュースした「17才の頃」のレコーディング風景が公開された。2013年4月には、「ウォーター・アンド・ア・フレイム」のディオンとプロデューサーのエグ・ホワイトがレコーディングをする様子がcelinedion.comで公開された。

## 内容
2013年8月29日、ビルボードは独占告知として新アルバム『ラヴド・ミー・バック・トゥ・ライフ』の北米発売日が2013年11月5日になること、アルバムに先行してリードシングル「ラヴド・ミー・バック・トゥ・ライフ」が2013年9月3日に発売することを発表した。

## 収録曲
| #   | タイトル                                                 | 作詞・作曲                                                                 | プロデュース                                                                              | 時間 |
| --- | -------------------------------------------------------- | -------------------------------------------------------------------------- | ----------------------------------------------------------------------------------------- | ---- |
| 1.  | 「ラヴド・ミー・バック・トゥ・ライフ」                   | ハシャム・フセイン デナリアス・モーツ シア・ファーラー                     | ハシャム・フセイン デナリアス・モテサート・モーツ [ 9 ]                                   | 3:50 |
| 2.  | 「サムバディ・ラヴズ・サムバディ」                       | ヨハン・フランソン ティム・ラーソン トビアス・ラングレン アウドラ・メイ    | プレイ・プロダクション（ラーソン、フランソン、ラングレン）                                | 3:44 |
| 3.  | 「インクレディブル」(ウィズ・ニーヨ)                     | アンドリュー・ゴールドスタイン エマニュエル・キリアコウ シャファー・スミス | キリアコウ ゴールドスタイン [ 10 ]                                                        | 3:54 |
| 4.  | 「ウォーター・アンド・ア・フレイム」                     | フランシス・エグ・ホワイト ダニエル・メリウェザー                          | ホワイト                                                                                  | 3:44 |
| 5.  | 「ブレイクアウェイ」                                     | フランソン ラーソン ラングレン メイ                                        | プレイ・プロダクション（ラーソン、フランソン、ラングレン）                                | 4:38 |
| 6.  | 「セイヴ・ユア・ソウル」                                 | ダニー・マーサー                                                           | キリアコウ                                                                                | 4:11 |
| 7.  | 「ディドント・ノウ・ラヴ」                               | ホワイト ジェシー・アレクサンダー トミー・リー・ジェイムス                 | ホワイト                                                                                  | 3:37 |
| 8.  | 「サンキュー」                                           | S・スミス                                                                  | ジェシー・コーポラル・ウィルソン カーティス・ソース・ウィルソン レジナルド・スミス [ 10 ] | 4:02 |
| 9.  | 「オーヴァージョイド」(ウィズ・スティーヴィー・ワンダー) | スティーヴィー・ワンダー                                                   | トリッキー・スチュアート クーク・ハレル アーロン・ピアース [ 6 ] [ 10 ]                   | 4:06 |
| 10. | 「サンクフル」                                           | ダナ・パリッシュ アンドリュー・ホランダー                                  | キリアコウ                                                                                | 3:54 |
| 11. | 「17才の頃」                                             | ジャニス・イアン                                                           | ベイビーフェイス                                                                          | 4:31 |
| 12. | 「オールウェイズ・ビー・ユア・ガール」                   | パリッシュ ホランダー                                                      | ベイビーフェイス ウォルター・アファナシエフ [ 10 ]                                        | 4:16 |
| 13. | 「アンフィニッシュド・ソングズ」                         | ダイアン・ウォーレン                                                       | カイル・タウンセンド スチュアート D・マイル [ 5 ] [ 10 ]                                  | 3:49 |

| #   | タイトル                                                     | 作詞・作曲                                                 | プロデュース                        | 時間 |
| --- | ------------------------------------------------------------ | ---------------------------------------------------------- | ----------------------------------- | ---- |
| 14. | 「ハウ・ドゥー・ユー・キープ・ザ・ミュージック・プレイング」 | アラン・バーグマン マリリン・バーグマン ミシェル・ルグラン | スチュアート ハレル ピアース [ 10 ] | 4:22 |
| 15. | 「ララバイ（グッドナイト、マイ・エンジェル）」               | ビリー・ジョエル                                           | ベイビーフェイス                    | 4:19 |

| #   | タイトル               | 作詞・作曲                            | プロデュース |
| --- | ---------------------- | ------------------------------------- | ------------ |
| 16. | 「オープン・アームズ」 | スティーヴ・ペリー ジョナサン・ケイン |              |

## 発売日
| 地域                                                 | 日付           | レーベル   | 規格                     | 品番                                                                        |
| ---------------------------------------------------- | -------------- | ---------- | ------------------------ | --------------------------------------------------------------------------- |
| オーストリア、ドイツ、オランダ、ノルウェー、メキシコ | 2013年11月1日  | コロムビア | CD、 音楽配信、 レコード | 88697137152（通常盤CD）、 88883788312（豪華版CD）、 88697137151（レコード） |
| ベルギー                                             | 2013年11月2日  | コロムビア | CD、 音楽配信、 レコード | 88697137152（通常盤CD）、 88883788312（豪華版CD）、 88697137151（レコード） |
| フランス、ポーランド、南アフリカ、デンマーク         | 2013年11月4日  | コロムビア | CD、 音楽配信、 レコード | 88697137152（通常盤CD）、 88883788312（豪華版CD）、 88697137151（レコード） |
| カナダ、イタリア、アメリカ                           | 2013年11月5日  | コロムビア | CD、 音楽配信、 レコード |                                                                             |
| オーストラリア                                       | 2013年11月8日  | コロムビア | CD、 音楽配信、 レコード |                                                                             |
| イギリス                                             | 2013年11月11日 | コロムビア | CD、 音楽配信、 レコード |                                                                             |
| 日本                                                 | 2013年12月4日  | コロムビア | CD、 音楽配信、 レコード | SICP3912                                                                    |